# Кирилл (Епифанов)
Архимандри́т Кири́лл (в миру Евге́ний Алекса́ндрович Епифа́нов; 12 апреля 1964, Москва — 15 марта 2011, Суздаль, Владимирская область) — священнослужитель Русской православной церкви, архимандрит, наместник Муромского Спасо-Преображенского монастыря (1995—2011); почётный строитель России, почётный гражданин Мурома.

## Биография
Родился 12 апреля 1964 года в Москве в семье служащих. Был крещён в 1964 году в храме Знамения Пресвятой Богородицы у «Креста» с наречением имени в честь Евгения, священномученика Херсонесского.
В 1979 году окончил восьмилетнюю общеобразовательную школу, в 1982 году — педагогическое училище.
В 1982—1984 годах служил в Вооружённых силах СССР.
С 1984 по 1989 год работал литературным сотрудником газеты «Известия» и сельским корреспондентом.
В 1985 году выехал из Москвы в одну из деревень Рязанской области «поднимать сельское хозяйство» (работал заведующим молочно-товарной фермы).
В 1990 году окончил Московский юридический институт.
4 ноября 1990 года архимандритом Авелем (Македоновым) в Рязанском Иоанно-Богословском монастыре был пострижен в иночество. 14 ноября архиепископом Рязанским Симоном (Новиковым) был хиротонисан во иеродиакона, а 18 ноября — во священноинока.
Служил приходским священником в селе Даньково Касимовского района Рязанской области, восстановив существовавшую в селе с конца XVIII века деревянную церковь Рождества Христова. При его содействии восстанавливались храмы в городе Касимове Рязанской области, сёлах Даньково, Высокие Поляны, Митино..
С мая 1995 года проходил служение во Владимирской епархии. 30 мая 1995 года был принят в братию Муромского Благовещенского мужского монастыря.
4 июля 1995 года назначен наместником Спасо-Преображенского Муромского мужского монастыря, возобновленного постановлением Священного Синода РПЦ от 6 июля 1995 года. 8 апреля 1996 года, в Великий Четверток, архиепископом Владимирским Евлогием был пострижен в мантию с наречением имени в честь преподобного Кирилла Белоезерского. К празднику Пасхи 1997 года был возведён в сан игумена.
Его трудами древний Преображенский монастырь был полностью восстановлен. Громадную помощь в этом оказал глава Счетной палаты и уроженец Собинки Сергей Степашин, возглавлявший Счётную палату РФ. В обитель потянулись тысячи паломников, в том числе и первая леди страны Светлана Медведева. Простые люди издалека ехали за хлебом из монастырской пекарни. На средства сотрудников Счётной палаты и других спонсоров в монастыре была проведена самая современная реставрация, на территории обители появились фонтаны, цветники, зимние сады, были построены патриаршая резиденция, новый храм и другие объекты. Архимандрит Кирилл занимался активным церковным строительством на территории епархии. Также в 1999 году возродил Муромского духовного училища, которое размещалось на территории Спасо-Преображенского монастыря, и возглавил его в должности ректора. В 2008 году при монастыре открылась православная гимназия имени преподобного Ильи Муромского. Стоял у истоков общественно-церковного праздника — Дня милосердия и благотворительности. Построил храм во имя Серафима Саровского в районе муромских новостроек с благотворительной столовой. Открыл первую очередь дома милосердия имени Иулиании Лазаревской. Имя архимандрита Кирилла тесно связано с основанием праздника Дня семьи, любви и верности. Вместе с главой округа Валентином Качеваном приложили немало усилий, прошли множество инстанций чтобы возвести этот праздник в ранг государственного.
В 2010 году возведён в сан архимандрита.
15 марта 2011 года в 14:40, возвращаясь в Муром из скита в посёлке Придорожный, автомобиль Volkswagen Multivan, пассажиром которого архимандрит Кирилл, попал в аварию на 249 километре автотрассы «Ярославль-Владимир» (в районе автовокзала Суздаля) на развязке с дорогой на Кидекшу. Водитель автомобиля при выезде на главную дорогу не пропустил ивановский автобус «Neoplan». В итоге архимандрит Кирилл погиб на месте. Второй пассажир получил лёгкие травмы. Водитель госпитализирован с переломом таза и ушибом грудной клетки. В туристическом автобусе никто не пострадал. По одной из неофициальных версий, аварии поспособствовал плохой обзор дороги. Суздальская дорога считалась одной из самых опасных во Владимирской области из-за плотности транспортного потока и невысокой пропускной способности. Соболезнования в связи с гибелью архимандрита Кирилла архиепископу Евлогию (Смирнову) выразил председатель Счётной палаты РФ С. В. Степашин: «Этот светлый человек являлся для нас образцом высокого и подвижнического служения, глубокой веры и чистоты, был истинным духовным отцом и наставником, образцом отношения и любви к ближнему, к Богу, к Отечеству. Он многое сделал для блага православных людей, для утверждения в России Дня семьи, любви и верности, укрепления духовно-нравственных опор общества».
19 марта 2011 года после Божественной литургии в Спасском соборе Муромского Спасо-Преображенского монастыря архиепископ Владимирский и Суздальский Евлогий (Смирнов) совершил отпевание архимандрита Кирилла в сослужении исполняющего обязанности настоятеля монастыря игумена Кронида (Козлова), духовенства и монашествующих Владимирской епархии. Храм был переполнен молящимися. Много людей, пожелавших проститься с усопшим наместником монастыря, собралось и на площади перед собором. На богослужении присутствовали губернатор Владимирской области Н. В. Виноградов, председатель Законодательного собрания Владимирской области В. Н. Киселёв, начальник УФСБ РФ по Владимирской области С. Ю. Валенков, аудитор Счётной палаты РФ С. Н. Рябухин, глава Муромского района Н. И. Лыков, мэр города Мурома Е. Е. Рычков. День погребения архимандрита Кирилла был официально объявлен в Муроме днём траура. Погребён в крипте Покровского храма монастырской обители.

## Награды
светские
- Нагрудный знак «Почётный строитель России»
- Звание «Почётный гражданин города Мурома» (посмертно)[10]

церковные
- наперсный крест (1994)
- палица (1999)
- Патриаршая грамота (2002, 2009)
- наперсный крест с украшениями (2003)
- Орден святого благоверного князя Даниила Московского 3-й степени (2004)
- архиерейская грамота (2005)
- Орден святого преподобного Серафима Саровского 3-й степени (2006)
- Патриаршая грамота (2009)